# Vicariato Apostólico de Jaén no Peru
O Vicariato Apostólico de Jaén no Peru ou Vicariato Apostólico de San Francisco Javier (em latim:  Vicariatus Apostolicus Giennensis in Peruvia) é um vicariato apostólico de rito latino da Igreja Católica no Peru. Sua catedral está localizada na sede episcopal de Jaén, na província peruana de Cajamarca. Permanece imediatamente subordinado à Santa Sé e não faz parte de uma província eclesiástica.

## História
- 11 de janeiro de 1946: constituído como Prefeitura Apostólica de San Francisco Javier a partir da Diocese de Cajamarca, da Diocese de Chachapoyas e do Vicariato Apostólico de San Gabriel de la Dolorosa del Marañón.
- 24 de abril de 1971: promovido a Vicariato Apostólico de San Francisco Javier.
- 22 de novembro de 1980: renomeado Vicariato Apostólico de Jaén no Peru.

## Bispos

### Ordinários titulares, em ordem cronológica inversa
Vigários apostólicos de Jaén no Peru, a maioria jesuítas (como se denota do "SJ" pós-nominal):
- Bispo Gilberto Alfredo Vizcarra Mori, SJ (11 de junho de 2014 - 11 de fevereiro de 2025), nomeado arcebispo de Trujillo;
- Bispo Santiago María García de la Rasilla Domínguez SJ (11 de novembro de 2005 – 11 de junho de 2014);
- Arcebispo Pedro Ricardo Barreto Jimeno, SJ (Administrador Apostólico 17 de julho de 2004 – 11 de novembro de 2005);
- Bispo Pedro Ricardo Barreto Jimeno, SJ (mais tarde arcebispo) (21 de novembro de 2001 – 17 de julho de 2004), nomeado arcebispo de Huancayo;
- Bispo José María Izuzquiza Herranz, SJ (30 de março de 1987 – 21 de novembro de 2001);
- Bispo Augusto Vargas Alzamora, SJ (8 de junho de 1978 – 23 de agosto de 1985); futuro cardeal.

Vigários apostólicos de San Francisco Javier:
- Dom Antonio de Hornedo Correa, SJ (24 de abril de 1971 – 9 de julho de 1977), nomeado Bispo de Chachapoyas

Prefeitos apostólicos de San Francisco Javier
- Pe. Antonio de Hornedo Correa, SJ (mais tarde bispo) (6 de agosto de 1963 - 24 de abril de 1971)
- Pe. Juan Albacete, SJ (7 de novembro de 1961 - 4 de dezembro de 1962)
- Pe. José Oleaga Guerequiz, SJ (23 de outubro de 1959 – 1961)
- Pe. Ignacio García Martin, SJ (11 de julho de 1946 - 1958)

### Outros padres deste vicariato que se tornaram bispos
- Ángel Francisco Simón Piorno, nomeado Bispo de Chachapoyas em 1991